# Josée Dayan
Josée Dayan (* 6. Oktober 1943 in Toulouse, Frankreich) ist eine französische Filmregisseurin.

## Leben
Josée Dayan wuchs in Algier, Algerien auf, wo ihr Vater, der einer jüdischen Familie aus Algerien entstammt, als Fernsehdirektor arbeitete und ihre Großmutter Inhaberin eines Kinos war. Seit 1974 führt sie, überwiegend für TV-Filme, Regie. 1979 entstand unter ihrer Regie eine Dokumentation über Simone de Beauvoir. Ihre erfolgreichsten Werke sind die TV-Miniserien über den Grafen von Monte Christo von 1998 mit Gérard Depardieu in der Hauptrolle und das Werk Les Misérables – Gefangene des Schicksals (2000), in dem Depardieu ebenfalls die Hauptrolle übernahm. Ihr bislang letzter großer Erfolg war Gefährliche Liebschaften mit Catherine Deneuve und Nastassja Kinski in den Hauptrollen.

## Filmografie (Auswahl)
- 1979: Simone de Beauvoir (Dokumentarfilm)
- 1990: Kommissar Navarro – Kaviar, Wodka und Spione (Le système Navarro – Salade russe)
- 1990: Blanker Stahl (Plein fer)
- 1990: Der Tanz des Skorpions (La danse du scorpion)
- 1990: Kommissar Navarro – Falschgeld und Orchideen (Le système Navarro – Billets de sang)
- 1991: Ein korrupter Bulle (Un Flic pourri)
- 1992: Tödlicher Wein (Le vin qui tue)
- 1992: Die Schokoladenprinzessin (Hot Chocolate)
- 1993: Julie Lescaut 5: Caroles Geheimnis (Julie Lescaut: Ville haut, ville basse)
- 1995: La Rivière Espérance – Literaturverfilmung des gleichnamigen Romans von Christian Signol
- 1995: Die Stimme des Blutes (L’enfant en héritage)
- 1996: L’enfant du secret
- 1996: Les Liens du cœur
- 1998: Der Graf von Monte Christo (Le comte de Monte Cristo) – nach dem Roman von Alexandre Dumas dem Älteren
- 1999: Balzac – Ein Leben voller Leidenschaft (Balzac)
- 2000: Les Misérables – Gefangene des Schicksals (Les Misérables) – nach dem Roman von Victor Hugo
- 2001: Diese Liebe (Cet amour-là)
- 2003: Gefährliche Liebschaften (Les liaisons dangereuses) – nach dem Roman von Choderlos de Laclos; mit Rupert Everett
- 2003: Die schrecklichen Eltern (Les parents terribles) – nach dem Bühnenstück von Jean Cocteau
- 2009: Bei Einbruch der Nacht (L’homme à l’envers) – mit Jean-Hugues Anglade, Tobias Moretti, Jacques Spiesser
- 2010: Un lieu incertain, Regie. Drehbuch von Emmanuel Carrère nach einem Kriminalroman von Fred Vargas.
- 2011: Rasputin – Hellseher der Zarin (Raspoutine)
- 2024: Sur la dalle  – nach dem gleichnamigen Roman von Fred Vargas; mit Yvan Attal, Sylvie Testud, Virginie Ledoyen, Louis-Do de Lencquesaing, Éric Caravaca